# Wolokolamskaja

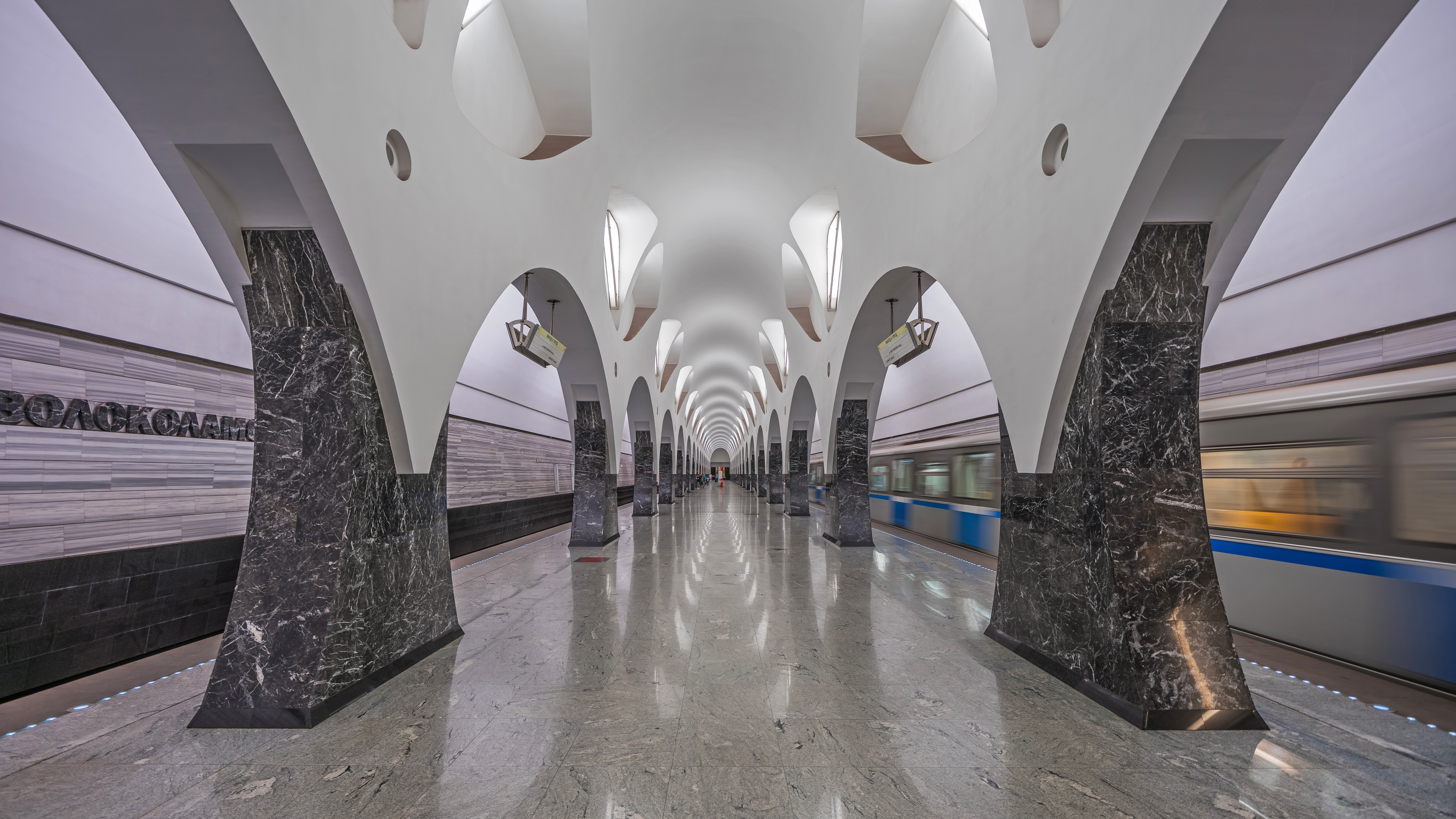
Wolokolamskaja, Bahnsteig

Wolokolamskaja (russisch Волокола́мская; Ausspracheⓘ) ist ein U-Bahnhof der Metro Moskau an der Arbatsko-Pokrowskaja-Linie (auch Linie 3 genannt).

## Beschreibung
Wolokolamskaja befindet sich im äußersten Westen Moskaus, im Stadtrajon Mitino, der zum Nordwestlichen Verwaltungsbezirk der Stadt gehört, rund einen Kilometer außerhalb des Autobahnringes MKAD.
Der U-Bahnhof wurde am 26. Dezember 2009 in Betrieb genommen. Der Bau hatte noch in den 1990er-Jahren begonnen, musste jedoch damals aus wirtschaftlichen Gründen unterbrochen werden, bis er im Januar 2008 wieder aufgenommen wurde. Gleichzeitig mit Wolokolamskaja wurden die beiden Stationen Mjakinino und Mitino eröffnet, wobei zwischen Mjakinino und Wolokolamskaja eine neue U-Bahn-Brücke über den Fluss Moskwa errichtet wurde.
Die unterirdisch angelegte Metrostation verfügt über zwei Zugänge im Bereich der Mitinskaja-Straße und in der Nähe der Ausfallstraße Wolokolamsker Chaussee, nach der der U-Bahnhof benannt wurde. Ebenfalls in der Nähe des U-Bahnhofs verlaufen die Gleise der Eisenbahnmagistrale Moskau–Riga. Es existieren langfristige Pläne, dort im Bereich des U-Bahnhofs Wolokolamskaja einen Haltepunkt für Nahverkehrszüge zu bauen, um Umsteigemöglichkeiten zwischen der U-Bahn und dem Vorortverkehr zu schaffen.

## Architektur
Die beiden Zugänge der Station sind jeweils in ein oberirdisches Vestibülgebäude eingebaut, wo sich auch die Schalterhallen mit Zugangsschranken befinden. Von dort führen auf- und abwärts laufende Rolltreppen zum Bahnsteig. Die Wände der Schalterhalle und der beiden Rolltreppenschächte sind mit schwarzem Marmor verkleidet, ebenso die im Abstand von neun Metern angeordneten Stützpfeiler aus Stahlbeton, die den Mittelbahnsteig optisch in drei Teile trennen. Die Pfeiler bilden zwei arkadenähnliche Reihen, zwischen denen oben das mit 8,1 Metern ungewohnt hohe Gewölbe der gesamten Bahnsteighalle einen überaus geräumigen, „kathedralenartigen“ Eindruck verschafft. Beleuchtet wird die Halle durch in großen runden Nischen entlang des Gewölbes versteckte Leuchten. Die Fußbodenverkleidung ist in grauem Granit gehalten.

## Sonstiges
Wolokolamskaja war lange Zeit auch der Projektname einer anderen Moskauer Metrostation. Diese wurde beim Bau des nordwestlichen Astes der Tagansko-Krasnopresnenskaja-Linie zwischen den U-Bahnhöfen Schtschukinskaja und Tuschinskaja im Rohbau errichtet, um ein geplantes Wohngebiet anzubinden. Später wurden die Pläne wieder verworfen. Am 27. August 2014 wurde die Station unter dem Namen Spartak eröffnet.